# Controverse de Marprelate
La Controverse de Marprelate fut une guerre de pamphlets qui agita l'Angleterre et le Pays de Galles dans les années 1588-1589. Les auteurs en furent un écrivain puritain qui employa le pseudonyme de Martin Marprelate et des défenseurs de l'Église Anglicane établie.
Les tracts de Martin sont caractérisés par une invective violente et personnelle contre les dignitaires anglicans. Ils partaient du principe que l'auteur avait de nombreux et puissants adhérents et qu'il était capable de renforcer ses exigences pour une réforme, et utilisait un style simple et apparenté aux sermons, combiné avec un esprit mordant. Alors qu'il maintenait les doctrines puritaines comme un tout, le point particulier de son attaque était l'épiscopat. Les pamphlets furent imprimés par une presse secrète fondée par John Penry, un Gallois puritain, avec l'aide de l'imprimeur Robert Waldegrave, dans le courant de l'été 1588, pour publier la littérature puritaine interdite par les autorités.
Le premier tract par "Martin Marprelate", connu sous le titre de Epistle (Épître), apparut à Molesey en novembre 1588. C'est une réponse à A Defence of the Government established in the Church of Englande (Une défense du Gouvernement établi dans l'Église d'Angleterre), par le Dr John Bridges, recteur de la cathédrale de Salisbury, lui-même étant une réplique adressée à des travaux puritains parus plus tôt. Outre qu'il attaquait la charge épiscopale en général, il s'en prenait à certains prélats par des injures très personnelles. L’Epistle s'attira un intérêt considérable; et une réponse fut rédigée par Thomas Cooper (en), évêque de Winchester, sous le titre de An Admonition to the People of England (Une admonition au peuple d'Angleterre), mais ce texte était bien trop long et ennuyeux pour intéresser le même type de lecteurs que les pamphlets de Marprelate, et il produisit très peu d'effet.
La presse de Penry, alors déplacée à Fawsley, près de Northampton, produisit un second tract par Martin, l’Epitome, qui contient un argument plus sérieux que l’Epistle (l'Épître) mais sinon il lui est similaire et, peu de temps après, à Coventry, la réponse de Martin à l’Admonition, intitulée Hay any Worke for Cooper (mars 1589).
Il apparut alors à certains membres des autorités ecclésiastiques que le seul moyen de faire taire Martin était de s'attaquer à lui sur son propre terrain d'écriture et voilà comment certains écrivains connus pour leur esprit vif, tels que John Lyly, Thomas Nashe et Robert Greene, furent secrètement commissionnés pour répondre aux pamphlets. Parmi les productions de ce groupe se trouve Pappe with an Hatchet (Sept. 1589), probablement par Lyly, et An Almond for a Parrat (1590), qui, avec certains tracts sous le pseudonyme de Pasquil, fut attribué à Nashe. Certaines pièces anti-Martinistes ou des spectacles (aujourd'hui perdus) interprétés en 1589 furent peut-être aussi de leur main.
Pendant ce temps, en juillet 1589, la presse de Penry, alors à Wolston (près de Coventry), produisit deux tracts prétendument composés par des fils Martin -- mais probablement écrits par Martin lui-même -- à savoir, Theses Martinianae by Martin Junior, et The Just Censure of Martin Junior by Martin Senior ("Thèses Martiniennes par Martin Junior" et "La Censure Juste de Martin Junior par Martin Senior"). Peu après ça, More Work for Cooper, une suite à Hay any Worke, fut entamé à Manchester, mais alors qu'il était en cours de montage, la presse fut confisquée. Cependant, Penry ne fut pas trouvé et, en septembre, parut de Wolston ou de Haseley The Protestation of Martin Mar prelate (La protestation de Martin Mar prelate), le dernier travail de la série, bien que l'on compte encore de nombreux autres pamphlets anti-Martinistes après cette date. John Penry s'enfuit alors pour l'Écosse, mais fut plus tard appréhendé dans Londres, accusé d'inciter la rébellion et pendu (Mai 1593). La paternité des tracts a été attribuée à plusieurs personnes: à Penry lui-même, qui cependant dénia énergiquement cette allégation et dont les travaux connus avaient peu de ressemblance dans le style avec ceux de Martin; à Henry Barrow, et à Job Throckmorton, écuyer du Warwickshire et Membre du Parlement et que la majorité des spécialistes de la question de Marprelate estiment maintenant avoir été l'auteur principal de ces textes, avec Penry comme assistant.